# Отара Гуневардене
Отара Гуневардене (сингальська : ඔටාරා ගුණවර්ධන, нар. 30 серпня 1964 р.) — шрі-ланкійська підприємиця, прихильниця захисту тварин, охорониця природи та філантропка. Вона є засновницею ODEL, Embark and Otara Foundation.

## Раннє життя та освіта
Отара Дель Гунавардене народилася 30 серпня 1964 року в Коломбо, Шрі-Ланка, є третьою дитиною Нормана і Делісії Гуневардене. Її батько був колишнім головою Ейткена Спенса, а мати Делісія заснувала школу Chitra Lane для дітей з різними можливостями.
Гунавардене відвідувала жіночий коледж CMS у Коломбо, де вона досягла успіхів у легкої атлетиці та плаванні, представляючи країну. Гунавардене закінчила Університет штату Боулінг-Грін, штат Огайо, з фахом біологині.
Під час відпустки додому вона займалася моделюванням — знімала для відомих брендів і міжнародних каталогів одягу відразу після закінчення університету.

## Кар'єра
У 1989 році Гунаварден почала продавати родині та друзям надлишки фабричного одягу та одягу зі свого автомобільного багажника. У 1990 році вона відкрила свій перший магазин ODEL на Дікманс-роуд в Коломбо, а до 2010 року мала вісімнадцять магазинів по всьому Коломбо.
У 2007 році Гуневардене заснувала фонд Otara, неприбуткову організацію, яка зосереджується на охороні навколишнього середовища та дикої природи Шрі-Ланки. У 2007 році вона також запустила модний бренд Embark, частина доходу від якого спрямовується на фінансування ліквідації сказу, вакцинації собак, стерилізаційних операцій, усиновлення цуценят і догляду за пораненими вуличними собаками.
У лютому 2010 року вона перетворила ODEL на відкриту компанію з обмеженою відповідальністю, і це стало першим бізнесом з роздрібної торгівлі модним одягом, який був розміщений на фондовій біржі Коломбо. 11 вересня 2014 року Гюневарден продала всі свої частки в ODEL PLC групі Softlogic, щоб зосередитися на Embark.
У 2015 році Embark відкрив свій перший окремий магазин у Галле, а потім ще три магазини в центрі міста Канді, міжнародному аеропорту Бандаранаїке та на Дікманс-роуд в Коломбо. У вересні 2017 року Embark відкрив свій десятий магазин у K-Zone Ja-Ela.

## Адвокація
У 2015 році Гуневардене розпочала кампанію з проханням до уряду прийняти запропонований законопроєкт про захист тварин, який набрав понад 100 000 підписів і призвів до того, що Кабмін схвалив згаданий законопроєкт. Це викликало в країні тенденцію створення петицій на соціальні справи. Вона продовжує виступати за відродження та прискорення законопроєкту про захист тварин, ухвалення якого продовжує застоюватися.
У 2016 році вона розпочала кампанію проти зоопарку Дехівала, в результаті якої зоопарк покращив умови утримання диких тварин.
У 2020 році вона запустила онлайн-платформу Who We Are для просування шрі-ланкийських підприємців і малого бізнесу, які продають місцеві, екологічно чисті, етичні, нежорстокі та екологічні продукти.

## Нагороди та визнання
Гуневардене здобула широке визнання на Шрі-Ланці та на міжнародному рівні.
- 2000 — Найвидатніша молода людина Джейсі на Шрі-Ланці[7]
- 2001 — Премія Федерації торгово-промислових палат Шрі-Ланки (FCCISL) «Підприємець року 2001»[7][26]
- 2002 — премія Zonta «Жінка за досягнення»[7][26]
- 2007 — Alankara Jewelry, обличчя посла бренду Alankara
- 2008 р. — введена до Зали підприємницької слави Далласа-Гамільтона, клас 2009 р. як видатна новаторка в Університеті штату Боулінг-Грін; Південноазіатська асоціація регіональних корпорацій (SAARC) «Жінка досягнень»;[26] Нагорода за лідерство в роздрібній торгівлі, Asia Retail Congress, Індія;[26] Woman of Saabstance, Saab Cars, Сінгапур; Всесвітній день тварин, амбасадорка Шрі-Ланки, у 2008 році була удостоєна честі амбасадорки Всесвітнього дня тварин — Шрі-Ланка[27]
- 2009 — амбасадорка доброї волі Шрі-Ланки з Habitat for Humanity; Ювелірні магазини Colombo, амбасадорка бренду Dior
- 2010 — Орхідея (Dendrobrium Otara) названа на її честь Товариством садівництва та збереження флори Шрі-Ланки;[28] Володарка нагороди «Краща жінка-підприємиця» на сьомій церемонії вручення премії Stevie Awards для жінок у бізнесі[29]
- 2013 — названа журналом Echelon «Найвпливовішою жінкою Шрі-Ланки»[30], занесена до «Списку багатих людей Шрі-Ланки 2013»; її особистий веб-сайт www.otara.lk вперше отримав нагороду «Кращий особистий веб-сайт» у 2010 році, проведену Офісом реєстру доменів Ланки[31][32]
- 2014 — обрана та відзначена Комітетом жіночих парламентарів як одна з «Видатних жінок країни» за досягнення в бізнесі та за служіння країні; Година Землі — амбасадоркамШрі-Ланки.[33]
- 2017 — «Пристрасний 2017» від Business Today.[34]
- 2018 — Премія «Жінка року», «Жінки в управлінні» (WIM) у партнерстві з IFC, членом Групи Світового банку.[35] Увійшла до списку 50 найкращих бізнесменів/бізнесвуменів Шрі-Ланки за 2018 рік.[36]

## Особисте життя
У 1990 році Гюневарден вийшла заміж за Раджу Чандірама, з яким у 1994 та 2000 роках у неї народилося двоє синів. Пара розлучилася в 2006 році. Чандірам обіймав посаду вищого керівника в Odel і після їхнього розлучення згодом обіймав посаду директора в правлінні Sri Lankan Airlines з травня 2005 року по березень 2008 року.